# Уилям Блай
Уилям Блай (на английски: William Bligh) е английски офицер от Британския кралски флот, колониален администратор, изследовател, вицеадмирал (1814).

## Ранни години (1754 – 1787)
Роден е на 9 септември 1754 година, но не е ясно точното място. Вероятно е роден в Плимут, графство Девън, където е кръстен в църквата „Св. Андрей“ на 4 октомври 1754 или в имението им близо до град Бодмин в графство Корнуол. Едва 7-годишен постъпва в кралския флот, което е обичайна практика за неговата фамилия. През 1770, на 16-годишна възраст, става редови моряк, а през следващата 1771 – мичман.
През 1776 – 1780 Блай участва в третата експедиция на Джеймс Кук, при завръщането си от която по препоръки на вече загиналия капитан е произведен в чин лейтенант.
През следващите две години е лейтенант на различни военни кораби и участва в няколко сражения. Между 1783 и 1787 Блай е капитан на търговски кораб и плава до Индия и Америка. По същото това време се прославя със суровото си отношение към подчинените си и налагането на телесни наказания.

## Изследователска дейност (1787 – 1793)

### Плаване на „Баунти“ (1787 – 1789)
През 1787 г. Блай поема командването на кораба „Баунти“ и му е поставена задача да пренесе от остров Таити фиданки от хлебно дърво, които да бъдат засадени на Карибските острови и да се установи дали ще могат да виреят там, но „Баунти“ никога не се връща на Карибските острови.
Пътуването до Таити е трудно. Близо месец Блай се опитва да премине покрай нос Хорн, но не успява и поема курс на изток, като минава южно от Африка, Австралия и Нова Зеландия и с голямо закъснение на 26 октомври 1788 пристига на Таити. По време на плаването си през септември 1788 г. изследва бреговете на остров Тасмания, а през първата половина на октомври 1788 на югоизток от Нова Зеландия открива о-вите Баунти (47°45′ ю. ш. 179°03′ и. д. / 47.75° ю. ш. 179.05° и. д.).

#### Бунт на „Баунти“
При пристигането си на Таити се установява, че трябва да чакат още 5 месеца, за да узреят плодовете на фиданките, които трябва да се транспортират, което чакане довежда до снижаване на дисциплината на кораба. След като натоварват на кораба фиданките от хлебна дърво, "Баунти се отправя към Карибско море, но по пътя Блай сурово наказва щурмана Флечър Крисчън за неподчинение, разправа, която прелива чашата на търпението и на 28 април 1789 г., недалеч от остров Тофуа от архипелага Тонга, на кораба избухва бунт срещу капитана и останалите му верни моряци. Бунтовниците не посмяват да убият Блай и лоялните му моряци. Всички те (18 души) са натоварени на една лодка с малко припаси и вода и оставени на произвола на съдбата. Бунтовниците със завладения кораб се отправят към остров Питкерн, като преди това отново посещават Таити и насила отвличат няколко десетки туземци – 6 мъже и 12 жени. На Таити обаче остават няколко от бунтовниците, които само пасивно са участвали в заговора срещу Блай.
По време на плаването към Таити Флечър Крисчън открива остров Раротонга (21°14′ ю. ш. 159°47′ з. д. / 21.233333° ю. ш. 159.783333° з. д.) от Южните Кукови о-ви, а северно от остров Таити – атола Тетиароа (17°00′ ю. ш. 149°34′ з. д. / 17° ю. ш. 149.566667° з. д.)

#### Безпримерно плаване в Тихия океан
На 29 април 1789 г., започва епичното 47-дневно плаване до остров Тимор (14 юни 1789), най-близкия по това време европейски пост, като без навигационни инструменти и даже без компас Блай успява да преведе живи и здрави (с изключение на един починал) своите 18 спътници в Тимор. По време на това плаване успява да извърши и няколко открития. На 11 април в Южните Кукови о-ви е открит атола Аитутаки (18°53′ ю. ш. 159°47′ з. д. / 18.883333° ю. ш. 159.783333° з. д.).
От 4 до 7 май 1789 в о-вите Фиджи открива островите Моте (4 май, 18°39′ ю. ш. 178°30′ з. д. / 18.65° ю. ш. 178.5° з. д.), Намука-и-Лау (4 май, 18°51′ ю. ш. 178°38′ з. д. / 18.85° ю. ш. 178.633333° з. д.), Янгаса-Леву (4 май, 18°57′ ю. ш. 178°27′ з. д. / 18.95° ю. ш. 178.45° з. д.), Наираи (5 май, 17°48′ ю. ш. 179°25′ и. д. / 17.8° ю. ш. 179.416667° и. д.), Нгау (5 май, 18°04′ ю. ш. 179°19′ и. д. / 18.066667° ю. ш. 179.316667° и. д.), Батики (5 май, 17°47′ ю. ш. 179°10′ и. д. / 17.783333° ю. ш. 179.166667° и. д.), Вакая (5 май, 17°37′ ю. ш. 179°00′ и. д. / 17.616667° ю. ш. 179° и. д.), Коро (6 май, 17°18′ ю. ш. 179°24′ и. д. / 17.3° ю. ш. 179.4° и. д.), Маконгаи (6 май, 17°27′ ю. ш. 178°58′ и. д. / 17.45° ю. ш. 178.966667° и. д.), Овалау (6 май, 17°41′ ю. ш. 178°47′ и. д. / 17.683333° ю. ш. 178.783333° и. д.) и Вити-Леву (6 май, вторично, 17°48′ ю. ш. 178°00′ и. д. / 17.8° ю. ш. 178° и. д.), о-вите Ясава (7 май, 16°55′ ю. ш. 177°20′ и. д. / 16.916667° ю. ш. 177.333333° и. д.) и о-вите Маманута (7 май, 17°38′ ю. ш. 177°05′ и. д. / 17.633333° ю. ш. 177.083333° и. д.).
На 14 и 15 май в о-вите Банкс (Северната част на архипелага Вануату) – островите Мота (14 май, 13°51′ ю. ш. 167°42′ и. д. / 13.85° ю. ш. 167.7° и. д.), Мота Лава (15 май, 13°39′ ю. ш. 167°42′ и. д. / 13.65° ю. ш. 167.7° и. д.), Ветаунде (15 май, Ватганаи, 13°16′ ю. ш. 167°39′ и. д. / 13.266667° ю. ш. 167.65° и. д.) и Рова (15 май, 13°37′ ю. ш. 167°13′ и. д. / 13.616667° ю. ш. 167.216667° и. д.). Поради страх от островитяните англичаните никъде не слизат на брега на откритите от тях острови. На тридесет и втория ден от плаването съвършено изнемощялата команда на лодката достига до едно островче в Торесовия проток, където след като прогонват местните жители си набавят плодове и прясна вода.
След пристигането си в Тимор, а оттам в Батавия (днес Джакарта, Индонезия), няколко от спътниците на Блай умират от малария, но повечето от тях, заедно с капитана си, се завръщат в Лондон през март 1790 г.

#### По-нататъшната съдба на метежниците
През октомври 1790 г. Блай е оправдан от военен съд за загубата на „Баунти“. В търсене на бунтовниците през 1791 е изпратен военен кораб с капитан Едуард Едуардс, който успява да открие някои от тях на Таити, но тези, които са отпътували за Питкерн са открити много по-късно (през 1808 г.) и от всички бунтовници към 1800 е останал само един – Александър Смит, приел името Джон Адамс, който е основател на цялата колония на острова и сегашното население на Питкерн са негови потомци. Английското правителство прощава на Адамс прегрешенията му и взема под своя защита новата колония.

### Второ плаване до Таити (1791 – 1793)
След оправдаването си от военния съд, Блай продължава да служи в Кралския военноморски флот. От 1791 до 1793 като командир на кораба „Провидънс“ извършва ново плаване до Таити със същата цел, както и преди. Този път плаването е успешно и успява да докара на Карибските острови необходимите хлебни дървета, които успешно виреят в Куба и Малките Антилски острови. По време на това си плаване през 1792 картира множество острови в архипелага Фиджи и подробно описва обитателите на островите Лакемба (18°13′ ю. ш. 178°47′ з. д. / 18.216667° ю. ш. 178.783333° з. д.) и Нгау.

## Следващи години (1793 – 1817)
През 1797 Блай отново е обект на бунтове на корабите, които командва. По-късно, по време на Наполеоновите войни Блай участва в редица сражения, в т.ч. на 2 април 1801 край Копенхаген под командването на адмирал Хорацио Нелсън.
През 1806 е назначен за губернатор на Нов Южен Уелс в Австралия, която длъжност заема до 1808, когато срещу него отново, за трети път е вдигнат бунт от тамошните колонисти, поради забраната въведена от Блай за внос на ром. Той е арестуван и оставен в затвора в Хобарт, Тасмания, до януари 1810. На проведения съдебен процес Блай отново е оправдан и за множеството му заслуги към отечеството през 1811 е повишен в контраадмирал, а през 1814 – във вицеадмирал.
През последните години от живота си Блай извършва детайлно картиране на бреговете на Ирландия.
Умира на 17 декември 1817 година в Лондон на 63-годишна възраст.